# Małaja Sieja
Małaja Sieja (ros. Малая Сея) – wieś (dieriewnia) w Rosji, w Chakasji, w rejonie tasztypskim. W 2010 liczyła 291 mieszkańców.